# Liste des ministres français de l'Administration de la Guerre
- 12 mars 1802 -  3 janvier 1810 : Jean François Aimé Dejean
- 3 janvier 1810 - 20 novembre 1813 : Jean-Girard Lacuée, comte de Cessac
- 20 novembre 1813 -  1er avril 1814 : Pierre Daru
- 3 avril 1814 - 13 mai 1814 : Pierre Dupont de l'Étang[réf. nécessaire]